# Пномкулен
Пномкулен — национальный парк, расположенный в горном массиве Кулен (кхмер. ភ្នំគូលេន) в кхете (провинции) Сиемреап в Камбодже. Национальный парк находится в 48 км от города Сиемреап и в 25 км от храма Бантеайсрей.
В Ангкорский период данная местность была известна как Махендрапарвата (гора Великого Индры), здесь Джаяварман II провозгласил себя чакравартином (королём королей), что считается основанием Кхмерской империи.

## Галерея

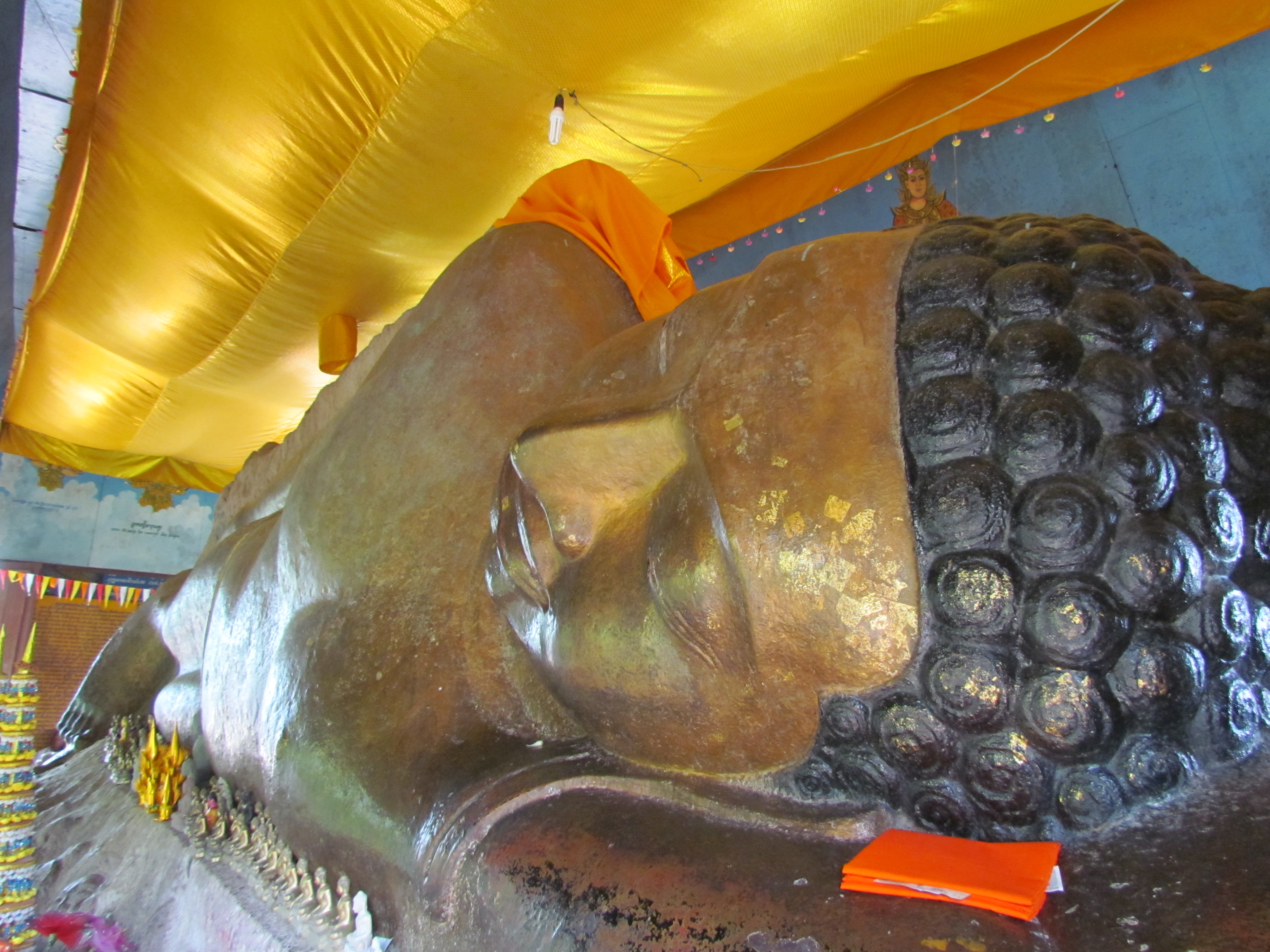
Лежащий Будда в храме Ват Прэах Анг Тхом
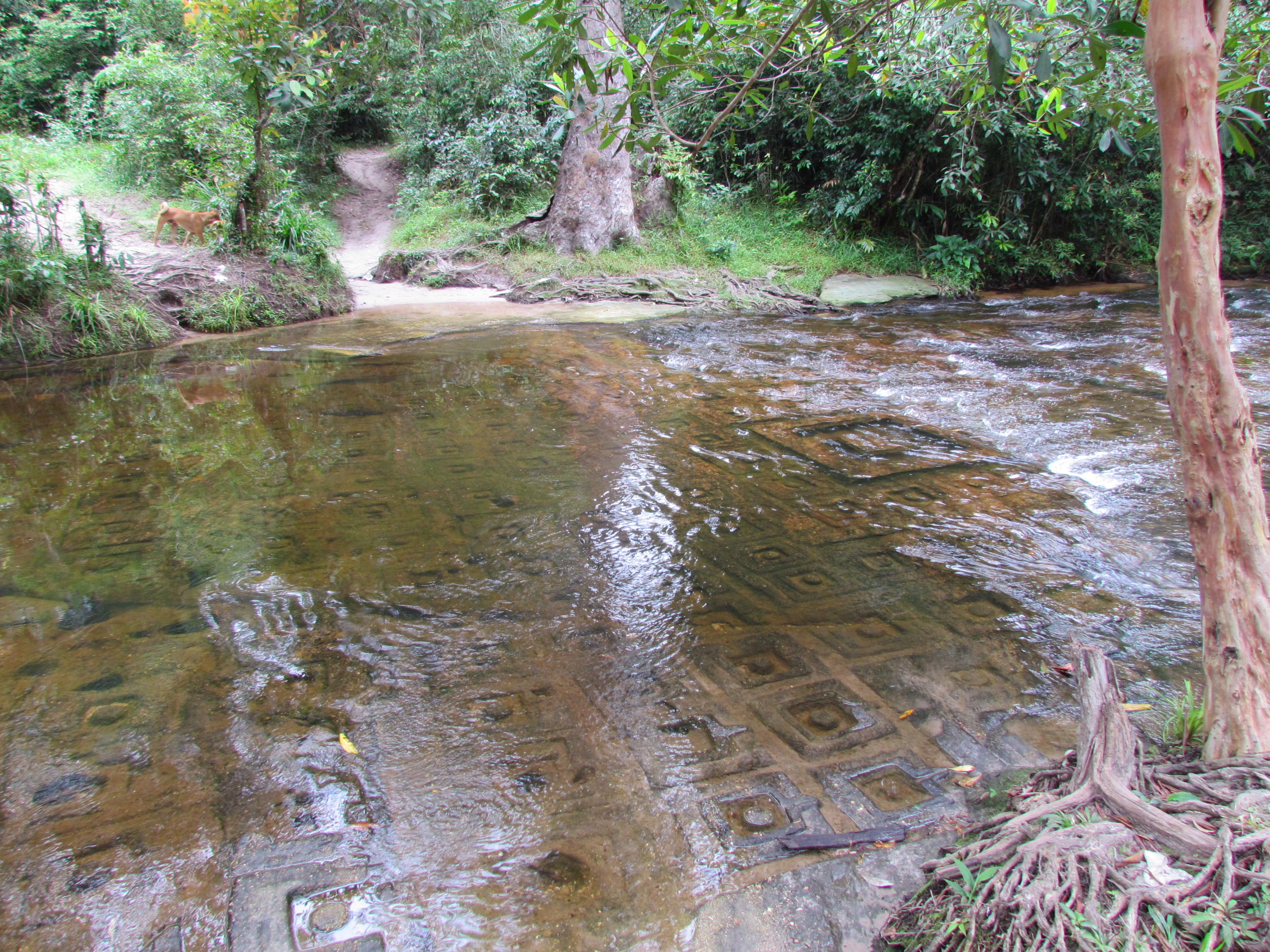
Ручей тысячи лингамов